# Fowler (Califòrnia)
Fowler és una població dels Estats Units a l'estat de Califòrnia. Segons el cens del 2000 tenia 5.293 habitants.

## Demografia
Segons el cens del 2000, Fowler tenia 3.979 habitants, 1.242 habitatges, i 962 famílies. La densitat de població era de 756,8 habitants/km².
Dels 1.242 habitatges en un 44,7% hi vivien nens de menys de 18 anys, en un 54% hi vivien parelles casades, en un 17,9% dones solteres, i en un 22,5% no eren unitats familiars. En el 19,6% dels habitatges hi vivien persones soles l'11% de les quals corresponia a persones de 65 anys o més que vivien soles. El nombre mitjà de persones vivint en cada habitatge era de 3,16 i el nombre mitjà de persones que vivien en cada família era de 3,65.
Per edats la població es repartia de la següent manera: un 32,9% tenia menys de 18 anys, un 10% entre 18 i 24, un 26,9% entre 25 i 44, un 18,3% de 45 a 60 i un 11,9% 65 anys o més.
L'edat mediana era de 32 anys. Per cada 100 dones de 18 o més anys hi havia 93 homes.
La renda mediana per habitatge era de 35.280 $ i la renda mediana per família de 37.979 $. Els homes tenien una renda mediana de 31.444 $ mentre que les dones 23.125 $. La renda per capita de la població era de 12.446 $. Entorn del 18,2% de les famílies i el 21,5% de la població estaven per davall del llindar de pobresa.

## Poblacions més properes
El següent diagrama mostra les poblacions més properes.